# Premier ministre de Saint-Martin
Le Premier ministre de Saint-Martin est le chef du gouvernement de Saint-Martin, pays constitutifs et État autonome des Pays-Bas.

## Historique
Le 10 octobre 2010, après la dissolution de la fédération des Antilles néerlandaises, le territoire de Saint-Martin devient un État autonome du Royaume des Pays-Bas doté de son propre gouvernement dirigé par le Premier ministre.

## Liste des titulaires
| N° | Portrait              | Titulaire (Naissance-mort)          | Élection | Mandat           | Mandat           | Mandat                    | Parti politique | Parti politique |
| N° | Portrait              | Titulaire (Naissance-mort)          | Élection | Début            | Fin              | Durée                     | Parti politique | Parti politique |
| -- | --------------------- | ----------------------------------- | -------- | ---------------- | ---------------- | ------------------------- | --------------- | --------------- |
| 1  | Sarah Wescot-Williams | Sarah Wescot-Williams (née en 1956) | 2010     | 10 octobre 2010  | 19 décembre 2014 | 4 ans, 2 mois et 9 jours  |                 | DP              |
| 2  | Marcel Gumbs          | Marcel Gumbs (né en 1953)           | 2014     | 19 décembre 2014 | 19 novembre 2015 | 11 mois                   |                 | UP              |
| 3  | William Marlin        | William Marlin (né en 1950)         | –        | 19 novembre 2015 | 20 décembre 2016 | 2 ans et 5 jours          |                 | NA              |
| 3  | William Marlin        | William Marlin (né en 1950)         | 2016     | 20 décembre 2016 | 24 novembre 2017 | 2 ans et 5 jours          |                 | NA              |
| 4  | Rafael Boasman        | Rafael Boasman (né en 1953)         | –        | 24 novembre 2017 | 15 janvier 2018  | 1 mois et 22 jours        |                 | USP             |
| 5  | Leona Marlin-Romeo    | Leona Marlin-Romeo (née en 1973)    | –        | 15 janvier 2018  | 25 juin 2018     | 1 an, 8 mois et 25 jours  |                 | UD              |
| 5  | Leona Marlin-Romeo    | Leona Marlin-Romeo (née en 1973)    | 2018     | 25 juin 2018     | 10 octobre 2019  | 1 an, 8 mois et 25 jours  |                 | UD              |
| 6  | Wycliffe Smith        | Wycliffe Smith (né en 1948)         | –        | 10 octobre 2019  | 19 novembre 2019 | 1 mois et 9 jours         |                 | SMCP            |
| 7  | Silveria Jacobs       | Silveria Jacobs (née en 1968)       | –        | 19 novembre 2019 | 28 mars 2020     | 4 ans, 5 mois et 14 jours |                 | NA              |
| 7  | Silveria Jacobs       | Silveria Jacobs (née en 1968)       | 2020     | 28 mars 2020     | 3 mai 2024       | 4 ans, 5 mois et 14 jours |                 | NA              |
| 8  | Luc Mercelina         | Luc Mercelina (né en 1964)          | 01/2024  | 3 mai 2024       | 26 novembre 2024 | 10 mois et 5 jours        |                 | URSM            |
| 8  | Luc Mercelina         | Luc Mercelina (né en 1964)          | 08/2024  | 26 novembre 2024 | en cours         | 10 mois et 5 jours        |                 | URSM            |